# Мюльгайм-Керліх
Мюльгайм-Керліх (нім. Mülheim-Kärlich) — місто в Німеччині, розташоване в землі Рейнланд-Пфальц. Входить до складу району Маєн-Кобленц. Складова частина об'єднання громад Вайсентурм.
Площа — 16,31 км2. Населення становить 11 185 ос. (станом на 31 грудня 2020).

## Галерея

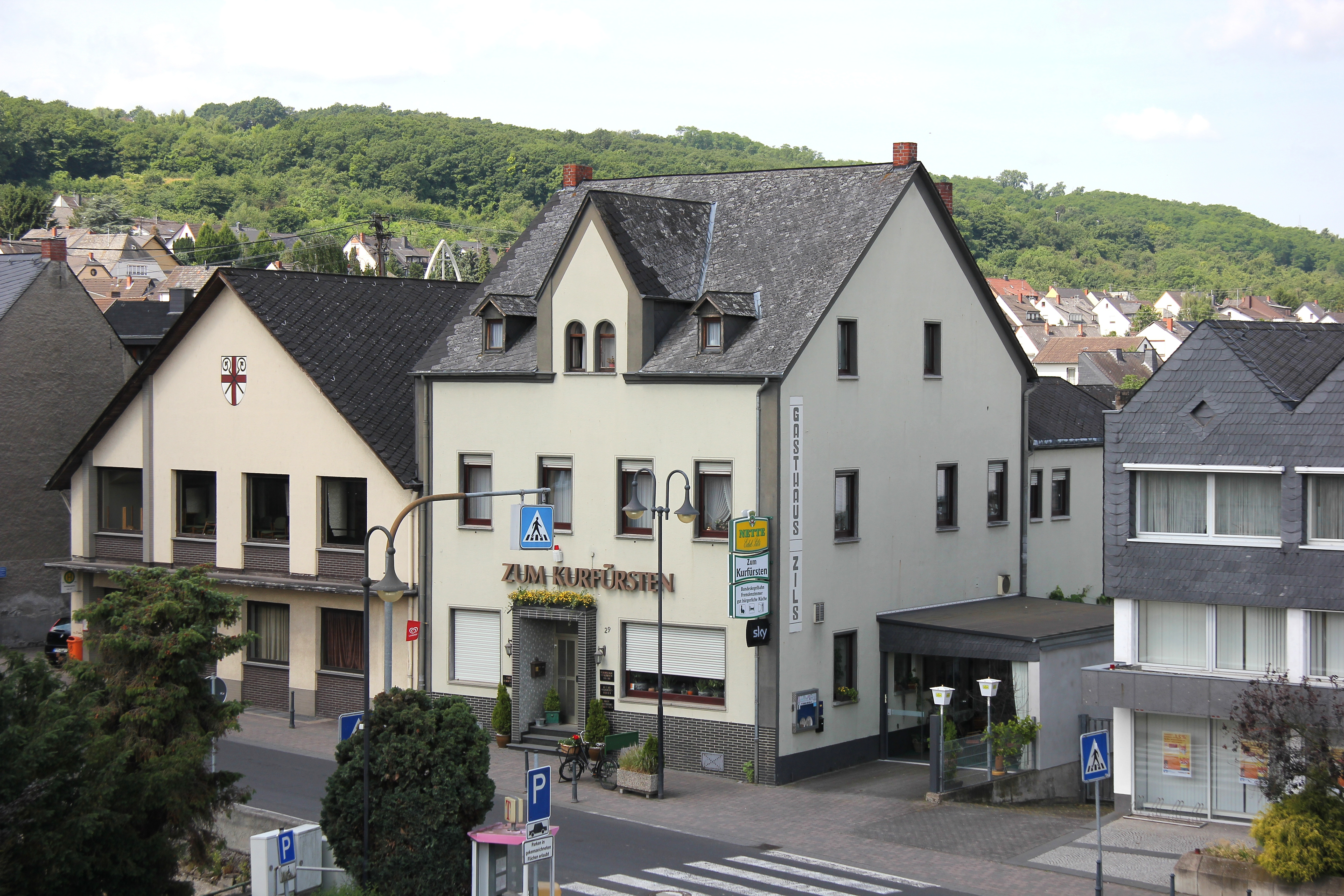
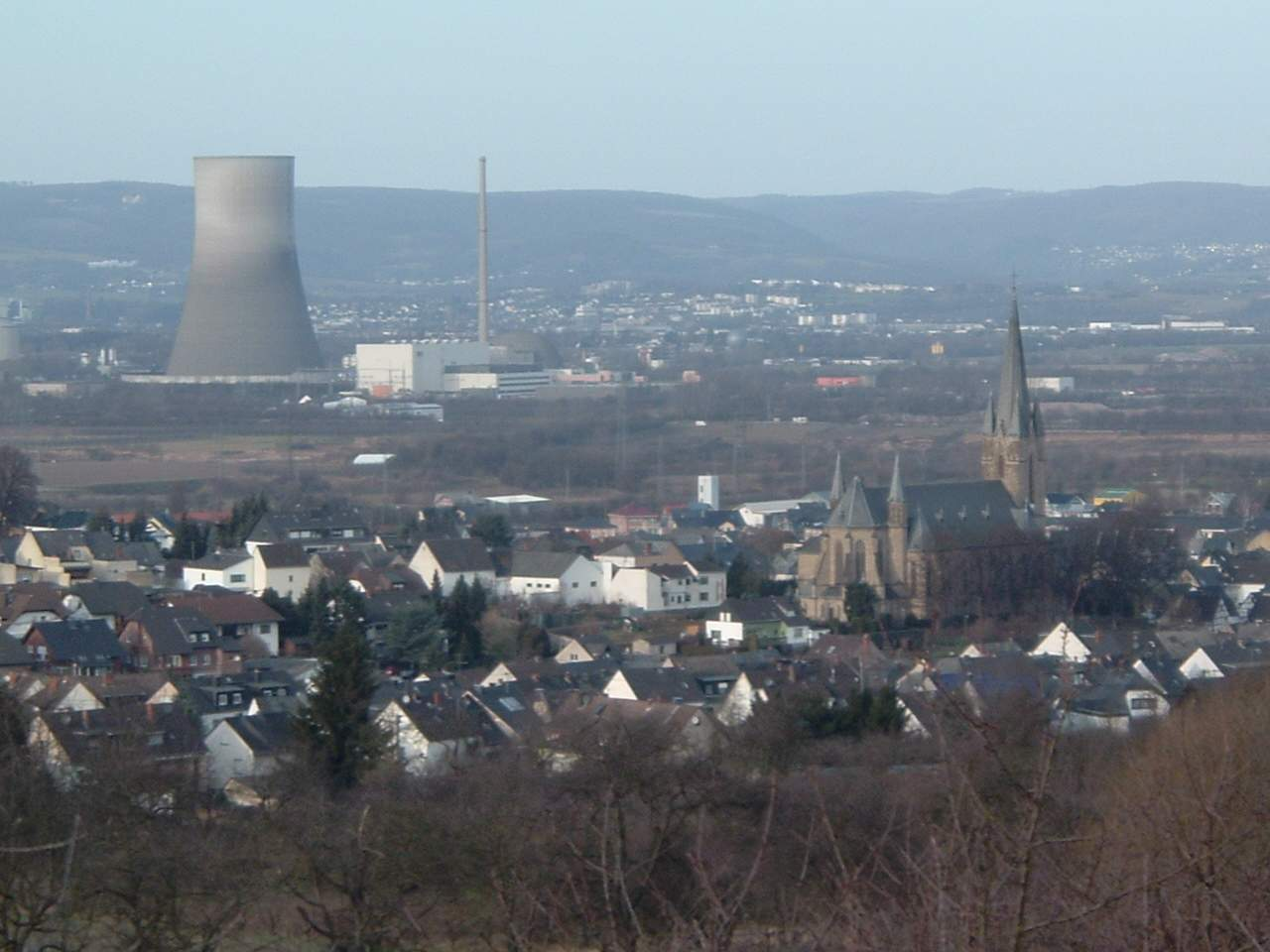
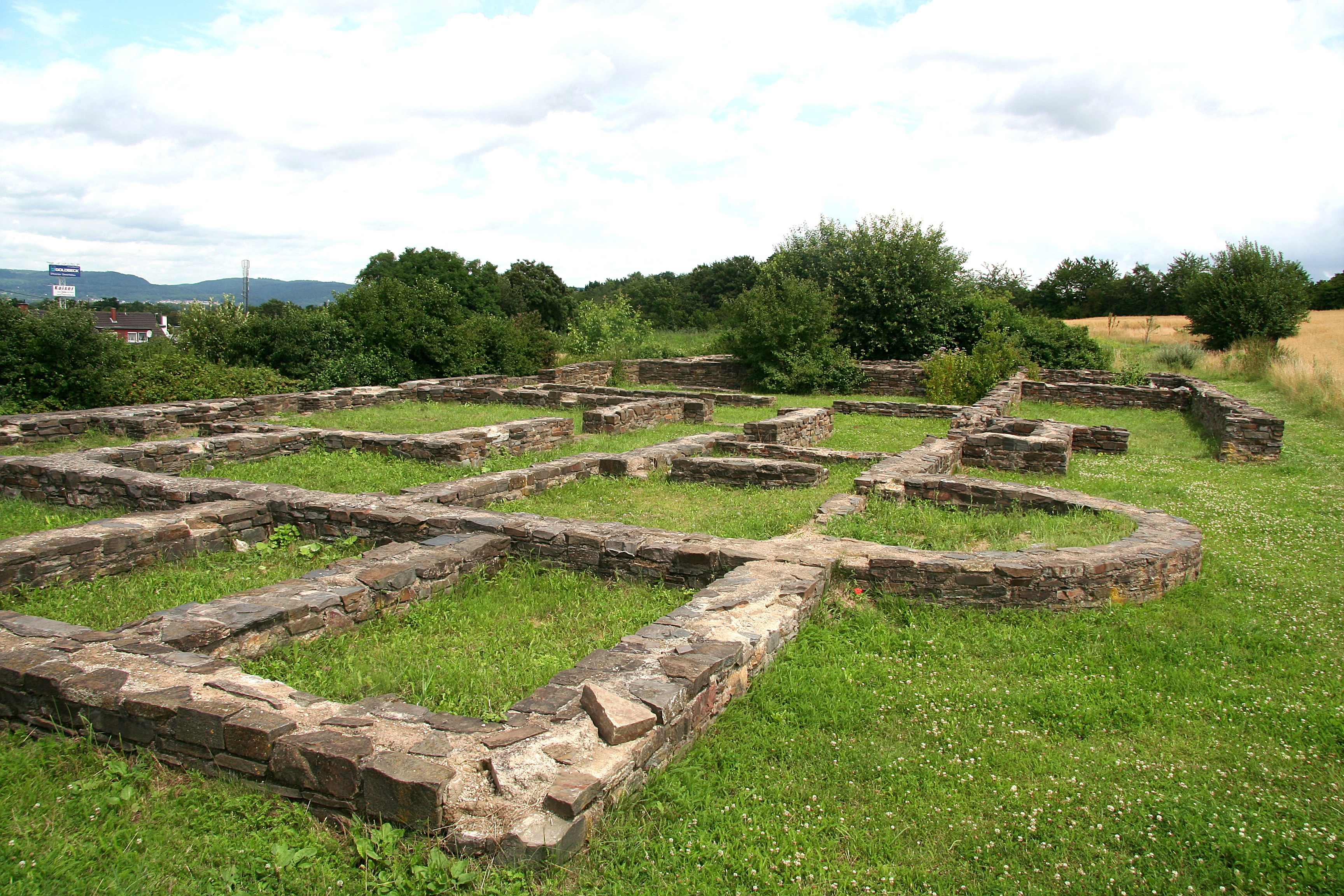
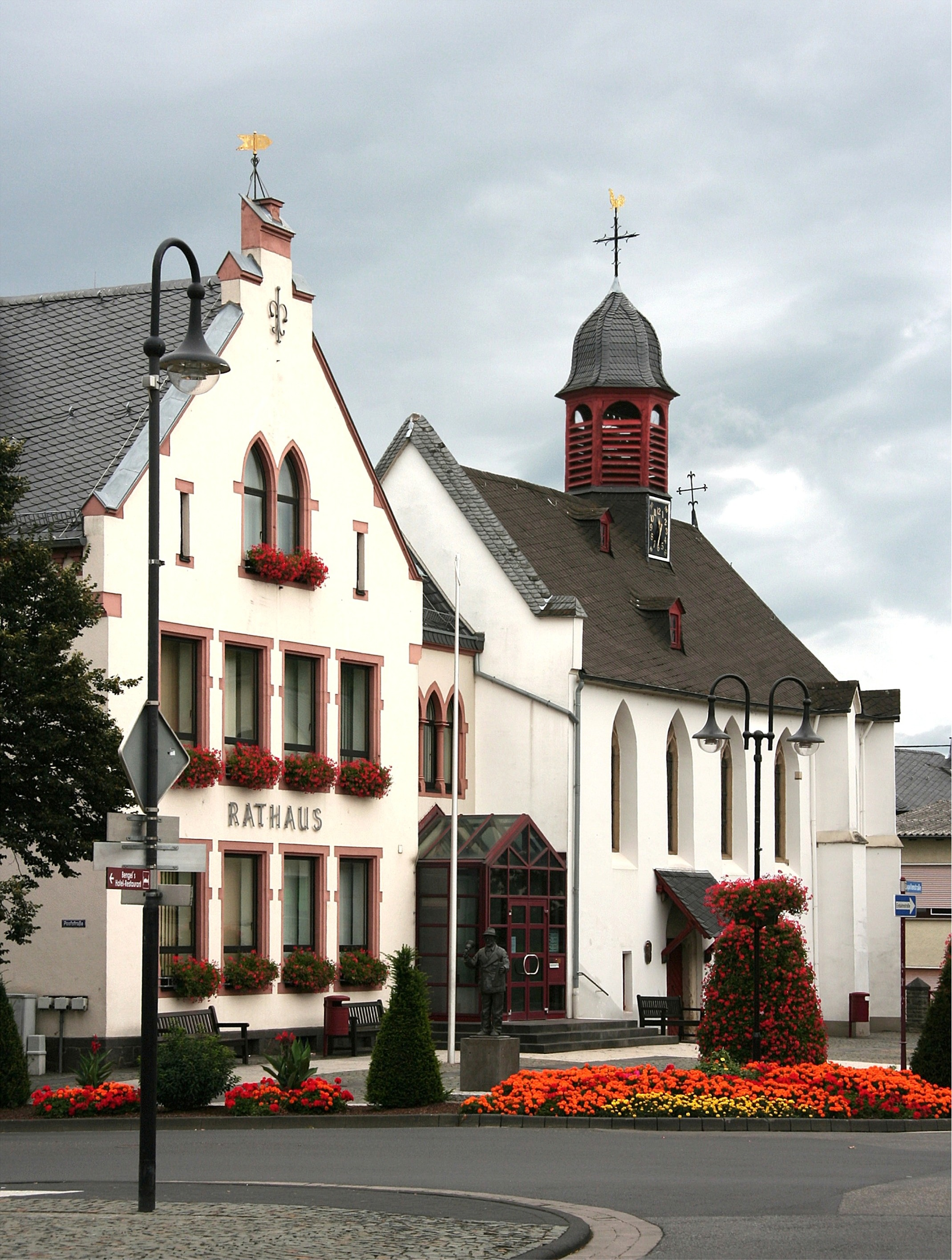
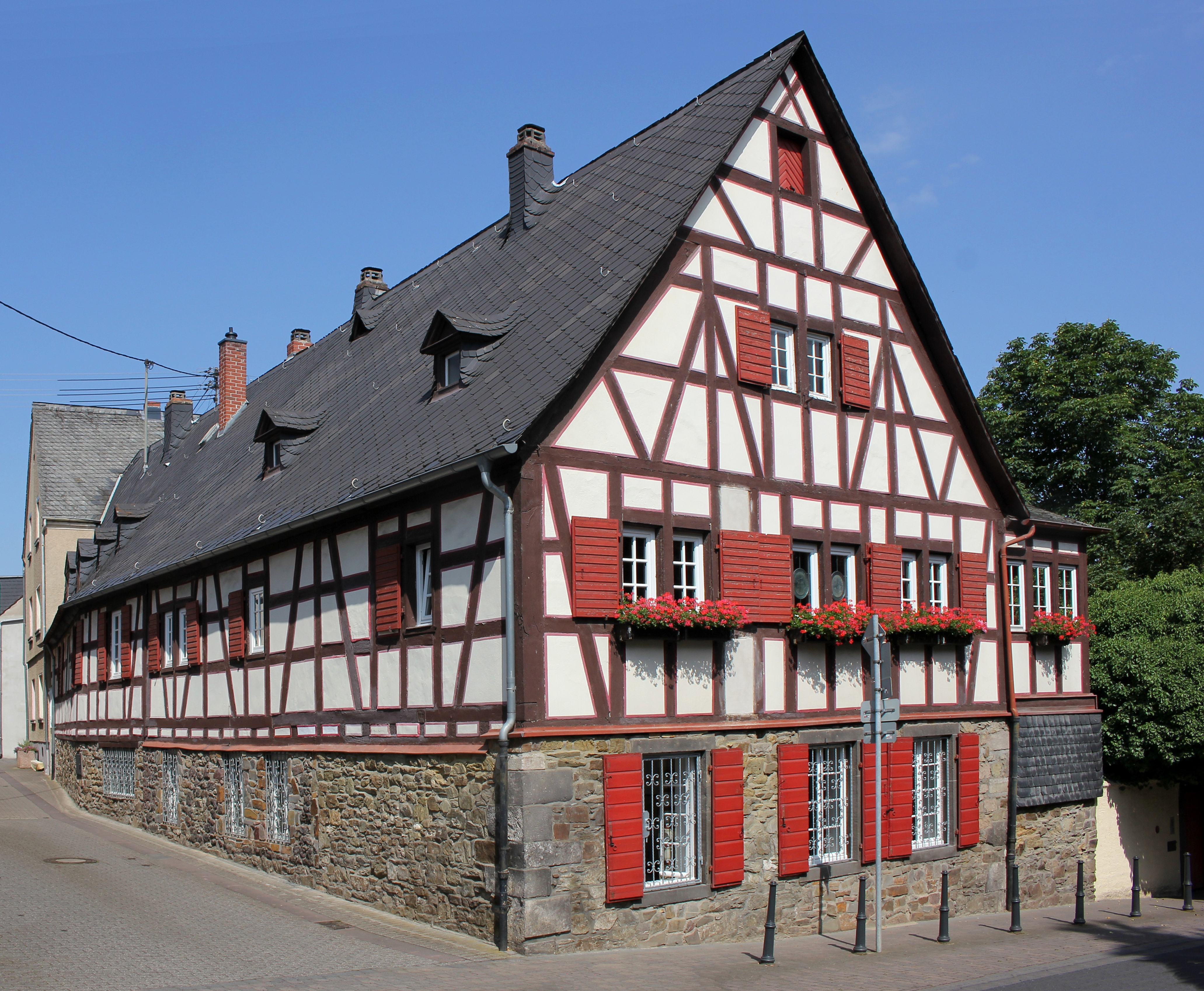
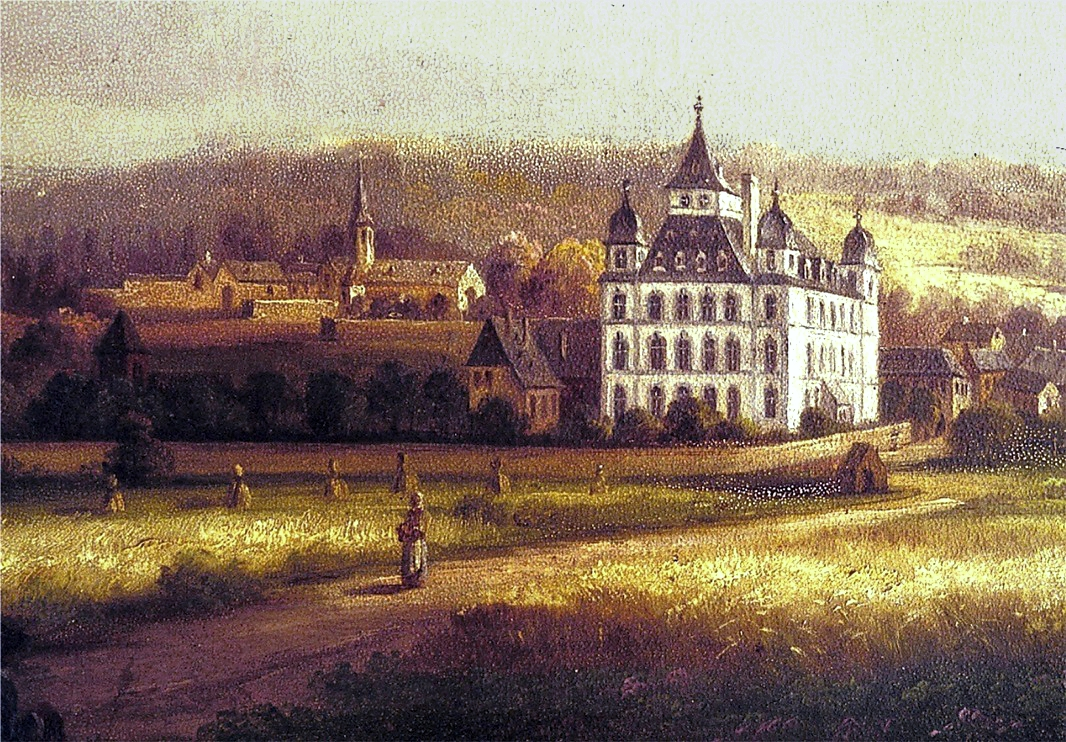